# Pierre Fischer
Pierre Fischer (* 17. August 1995 in Neuwied) ist ein deutscher Politiker (CDU). Seit April 2025 ist er Abgeordneter im Landtag Rheinland-Pfalz.

## Leben
Fischer wuchs im Waldbreitbacher Ortsteil Glockscheid auf. Bis zu seinem Einzug in den Landtag 2025 war er als Finanzbeamter beim Bundeszentralamt für Steuern in Bonn tätig.

## Politik
Fischer ist Mitglied der CDU. Seit 2018 ist er Mitglied des Verbandsgemeinderats der Verbandsgemeinde Rengsdorf-Waldbreitbach. Seit 2019 ist er zudem Mitglied im Ortsgemeinderat von Waldbreitbach. Seit 2024 ist er Mitglied des Kreistags des Landkreises Neuwied.
Im Vorfeld der Landtagswahl in Rheinland-Pfalz 2021 war Fischer persönlicher Referent des CDU-Spitzenkandidaten Christian Baldauf.
Bei der Landtagswahl 2021 kandidierte Fischer zudem als Ersatzkandidat von Ellen Demuth im Wahlkreis Linz am Rhein/Rengsdorf. Am 8. April 2025 rückte er für Demuth in den Landtag Rheinland-Pfalz nach. Zum Jahresende 2025 legt er das Landtagsmandat nieder.
Am 27. April 2025 wurde Fischer zum Bürgermeister der Verbandsgemeinde Rengsdorf-Waldbreitbach gewählt. Er tritt das Amt am 1. Januar 2026 an.